# 1269
| [ Edytuj tabelę ]                          |                                                               |
| Książę Małopolski                          | - 1243 Bolesław V Wstydliwy 1279                              |
| Książę Wielkopolski                        | - 1239 Bolesław Pobożny 1279                                  |
| Król Angkoru                               | - 1244 Dżajawarman VIII 1295                                  |
| Król Anglii                                | - 1216 Henryk III 1272                                        |
| Król Aragonii i Walencji, hrabia Barcelony | - 1213 Jakub I Zdobywca 1276                                  |
| Margrabia Brandenburgii                    | - 1267 Konrad 1304 - 1267 Jan II 1281 - 1267 Otto IV 1308     |
| Książę Burgundii                           | - 1218 Hugo IV 1272                                           |
| Książę Dolnej Bawarii                      | - 1253 Henryk XIII 1290                                       |
| Książę Górnej Bawarii                      | - 1253 Ludwik II 1294                                         |
| Cesarz Bizancjum                           | - 1261 Michał VIII Paleolog 1282                              |
| Car Bułgarii                               | - 1257 Konstantyn Asen Tich 1277                              |
| Cesarz Chin                                | - 1264 Song Duzong 1274                                       |
| Król Cypru                                 | - 1267 Hugo III 1284                                          |
| Król Czech                                 | - 1253 Przemysł Ottokar II 1278                               |
| Król Danii                                 | - 1259 Eryk Glipping 1286                                     |
| Władca Egiptu                              | - 1260 Bajbars 1277                                           |
| Król Francji                               | - 1226 Ludwik IX Święty 1270                                  |
| Król Gruzji                                | - 1259 Dawid VII Ulu 1270                                     |
| Hrabia Holandii                            | - 1256 Floris V 1296                                          |
| Cesarz Japonii                             | - 1259 Kameyama 1274                                          |
| Kalif                                      | - 1262 Al-Hakim bi-Amr Allah 1302                             |
| Król Kastylii i Leónu                      | - 1252 Alfons X Mądry 1284                                    |
| Patriarcha Konstantynopola                 | - 1267 Józef I Galezjota 1275                                 |
| Władca Korei                               | - 1259 Wonjong 1274                                           |
| Wielki książę litewski                     | - 1264 Szwarno 1269 - 1269 Trojden 1282                       |
| Sułtan Maroka                              | - 1259 Abu Jusuf Jakub 1286                                   |
| Król Nawarry                               | - 1253 Tybald II 1270                                         |
| Król Norwegii                              | - 1263 Magnus VI Prawodawca 1280                              |
| Hrabia Palatynatu                          | - 1253 Ludwik II Bawarski 1294                                |
| Król Portugalii                            | - 1248 Alfons III 1279                                        |
| Sułtan Rumu                                | - 1265 Kaj Chusrau III 1282                                   |
| Książę Rusi halickiej                      | - 1264 Szwarno 1270                                           |
| Cesarz Rzymski (niemiecki)                 | - 1257 Ryszard z Kornwalii 1272 - 1257 Alfons z Kastylii 1284 |
| Książę Saksonii                            | - 1260 Albrecht II 1298                                       |
| Król Serbii                                | - 1243 Stefan Urosz I 1276                                    |
| Król Singasari                             | - 1268 Kertanagara 1292                                       |
| Król Szkocji                               | - 1249 Aleksander III 1286                                    |
| Król Szwecji                               | - 1250 Waldemar Birgersson 1275                               |
| Doża Wenecji                               | - 1268 Lorenzo Tiepolo 1275                                   |
| Król Węgier                                | - 1235 Bela IV 1270                                           |
| Wielki mistrz zakonu krzyżackiego          | - 1256 Anno von Sangershausen 1273                            |

Rok 1269 / MCCLXIX
stulecia: XII wiek ~
XIII wiek ~
XIV wiek

lata: 1259 «
1264 «
1265 «
1266 «
1267 «
1268 «
1269
» 1270
» 1271
» 1272
» 1273
» 1274
» 1279

## Wydarzenia w Polsce
- miał miejsce najazd litewski na Kujawy[1].
- książę Mściwój, nie mogąc sobie poradzić z bratem Warcisławem, uznał się lennikiem Brandenburgii i poprosił ją o pomoc.
- Miasto Słupsk otrzymało przywilej lokacyjny z rąk książąt gdańskich.[potrzebny przypis]

## Wydarzenia na świecie
- Marynidzki sułtan Abu Jusuf Jakub zajął Marrakesz i ostatecznie odsunął od władzy w Maroku dynastię Almohadów.

## Urodzili się
- 5 września - Agnieszka Przemyślidka, królowa czeska (zm. 1296)

## Zmarli
- 5 maja – Benwenut Mareni, włoski franciszkanin, mistyk, błogosławiony (ur. ?)
- data dzienna nieznana:
  - Bela, książę Sławonii (ur. 1243 lub 1249)
  - Szwarno, książę halicki, chełmski, wielki książę litewski (ur. 1230)
  - [lub w 1271] Wasylko Romanowicz, książę włodzimierski (ur. 1203)